# Petrorossia feti
Petrorossia feti är en tvåvingeart som beskrevs av Zaitzev och Charykuliev 1981. Petrorossia feti ingår i släktet Petrorossia och familjen svävflugor.
Artens utbredningsområde är Turkmenistan. Inga underarter finns listade i Catalogue of Life.